# Synecdoche dimidiata
Synecdoche dimidiata är en insektsart som först beskrevs av Van Duzee 1910.  Synecdoche dimidiata ingår i släktet Synecdoche och familjen vedstritar. Inga underarter finns listade i Catalogue of Life.